# تیم ملی بسکتبال قطر

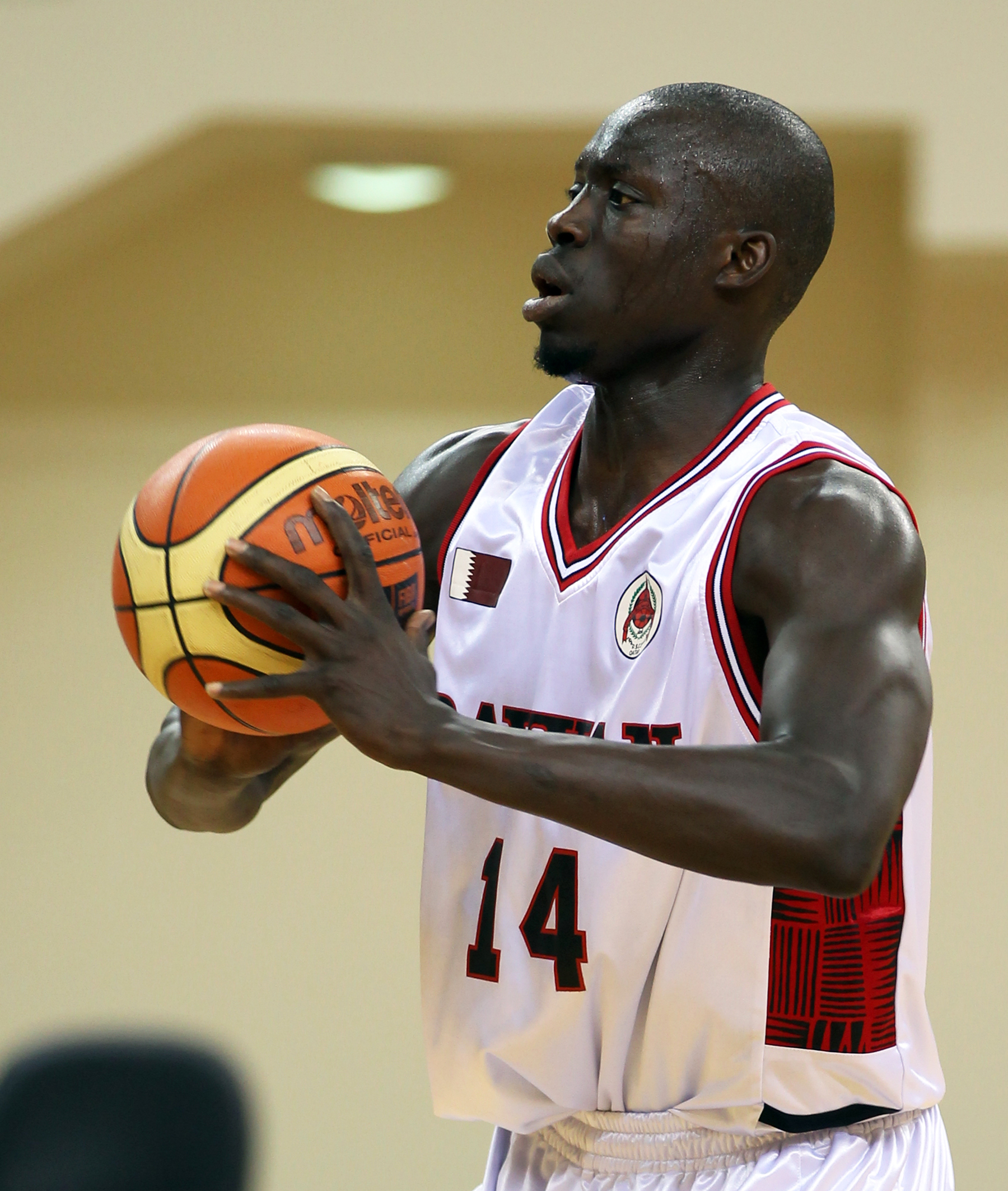
عرفان علی سعید، کسی که بیش از یک دهه عضو تیم ملی بسکتبال قطر بوده‌است.

تیم ملی بسکتبال قطر نماینده کشور قطر در مسابقات بین‌المللی بسکتبال می‌باشد. این تیم در رنکینگ جهانی رتبه ۶۶ را دارا می‌باشد؛ و تحت نظر فدراسیون بین‌المللی بسکتبال آسیا می‌باشد.

## تاریخچه
از دهه ۵۰، بسکتبال به طور فعال در مدارس ورزشی پرورش داده شد در سال ۱۹۷۷، تیم ملی قطر عضو فدراسیون بین المللی بسکتبال شد.